# Magdalena de Lippe

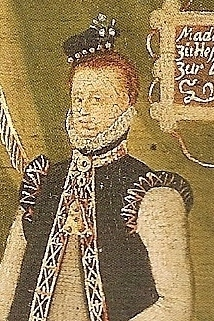
Retrat de Magdalena de Lippe.

Magdalena de Lippe (en alemany Magdalena zur Lippe) va néixer a Detmold (Alemanya) el 25 de febrer de 1552 i va morir a Darmstadt el 26 de febrer de 1687. Era una noble alemanya, filla del comte Bernat VIII 1527-1563) i de Caterina de Waldeck-Eisenberg (1524-1583). Comtessa de Lippe, va esdevenir landgravina de Hessen-Darmstadt en casar-se amb Jordi I
Després de la mort del seu pare, es va traslladar a la cort de Guillem IV de Hesse-Kassel, on va ser molt admirada per la seva bellesa. Aquí va conèixer el seu germà,  Jordi I, amb qui es casaria el 17 d'agost de 1572. Guillem va pagar les despeses del matrimoni. Magdalena era considerada una dona virtuosa i d'un profund sentit religiós. Fins i tot va escriure un llibre d'oracions per als seus fills. A més, va donar el seu suport a la Biblioteca i a la Universitat de Hessen. El matrimoni va tenir onze fills, i ella va morir en el part del darrer: 
- Felip, nascut i mort el 1576.
- Lluís (1577-1626), casat amb Magdalena de Brandenburg (1582-1616).
- Cristina (1578-1596), casada amb el comte Frederic Magnus d'Erbach (1575-1618)
- Elisabet (1579-1655), casada amb el comte Joan de Nassau-Gleiberg (1577-1602)
- Maria (1580-1582)
- Felip (1580-1582)
- Felip (1581-1643), casat primer amb Anna de Diepholz (1580-1629), i després amb Cristina d'Ostfriesland (1600-1658)).
- Anna (1583-1631), casada amb el comte Albert de Solms (1576-1610).
- Frederic (1585-1638), casat amb Margarida Elisabet de Leiningen-Westerburg (1604-1667).
- Magdalena (1586-1586)
- Joan (1587-1587)